# Rui Andrade

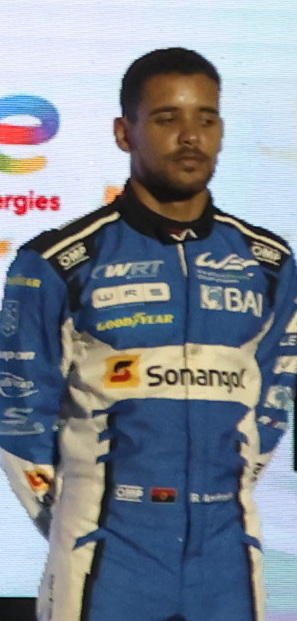
Rui Andrade 2022

Rui Pinto de Andrade (* 23. September 1999 in Luanda) ist ein angolanischer Autorennfahrer, der seine Einsätze auch mit einer portugiesischen Fahrerlizenz bestreitet.

## Karriere als Rennfahrer
Rui Andrade kam Anfang der 2010er-Jahre nach Europa und fuhr 2018 erste Autorennen. Er startete in der spanischen Formel-4-Meisterschaft, die er als Gesamtelfter beendete. 2019 folgte eine ausgefüllte Rennsaison mit Teilnahmen an der portugiesischen Formel-Ford-Meisterschaft, der Euroformula Open, der Formel-4-Meisterschaft der Vereinigten Arabischen Emirate und dem Formel Renault Eurocup.
Nach einem Jahre in der Toyota Racing Series, wechselte er mit dem Beginn der Saison 2021 in den GT- und Sportwagensport. Er erhielt einen Fahrervertrag bei G-Drive Racing und startete nach einem dritten Rang in der LMP2-Klasse der Asian Le Mans Series in der FIA-Langstrecken-Weltmeisterschaft und der European Le Mans Series. Sein erster Start beim 24-Stunden-Rennen von Le Mans endete 2021 als Partner von John Falb und Roberto Merhi nach einem Ausfall vorzeitig.

## Statistik

### Le-Mans-Ergebnisse
| Jahr | Team            | Fahrzeug                     | Teamkollege        | Teamkollege    | Platzierung | Ausfallgrund |
| ---- | --------------- | ---------------------------- | ------------------ | -------------- | ----------- | ------------ |
| 2021 | G-Drive Racing  | Aurus 01                     | John Falb          | Roberto Merhi  | Ausfall     | Unfall       |
| 2022 | RealTeam by WRT | Oreca 07                     | Ferdinand Habsburg | Norman Nato    | Rang 21     |              |
| 2023 | Team WRT        | Oreca 07                     | Louis Delétraz     | Robert Kubica  | Rang 10     |              |
| 2024 | TF Sport        | Chevrolet Corvette Z06 GT3.R | Charlie Eastwood   | Tom Van Rompuy | Rang 43     |              |
| 2025 | TF Sport        | Chevrolet Corvette Z06 GT3.R | Charlie Eastwood   | Tom Van Rompuy | Rang 35     |              |

### Sebring-Ergebnisse
| Jahr | Team              | Fahrzeug             | Teamkollege    | Teamkollege | Platzierung | Ausfallgrund |
| ---- | ----------------- | -------------------- | -------------- | ----------- | ----------- | ------------ |
| 2022 | Towner Motorsport | Oreca 07             | Louis Delétraz | John Farano | Ausfall     | Unfall       |
| 2024 | Lone Star Racing  | Mercedes-AMG GT3 Evo | Scott Andrews  | Salih Yoluç | Ausfall     | Aufhängung   |

### Einzelergebnisse in der FIA-Langstrecken-Weltmeisterschaft
| Saison | Team           | Rennwagen                    | 1   | 2   | 3   | 4   | 5   | 6   | 7   | 8   |
| ------ | -------------- | ---------------------------- | --- | --- | --- | --- | --- | --- | --- | --- |
| 2021   | G-Drive Racing | Aurus 01                     | SPA | POR | MON | LEM | BAH | BAH |     |     |
| 2021   | G-Drive Racing | Aurus 01                     | 13  |     |     | DNF |     |     |     |     |
| 2022   | WRT            | Oreca 07                     | SEB | SPA | LEM | MON | FUJ | BAH |     |     |
| 2022   | WRT            | Oreca 07                     | 6   | 4   | 21  | 4   | 8   | 9   |     |     |
| 2023   | WRT            | Oreca 07                     | SEB | POR | SPA | LEM | MON | FUJ | BAH |     |
| 2023   | WRT            | Oreca 07                     | 11  | 12  | 7   | 10  | 13  | 11  | 12  |     |
| 2024   | TF Sport       | Chevrolet Corvette Z06 GT3.R | KAT | IMO | SPA | LEM | SAO | AUS | FUJ | BAH |
| 2024   | TF Sport       | Chevrolet Corvette Z06 GT3.R | DNF | 24  | DNF | 43  | 26  | DNF | 16  | 16  |
| 2025   | TF Sport       | Chevrolet Corvette Z06 GT3.R | KAT | IMO | SPA | LEM | SAO | AUS | FUJ | BAH |
| 2025   | TF Sport       | Chevrolet Corvette Z06 GT3.R | DNF | 24  | 28  | 35  | 19  |     |     |     |